# Aysha diversicolor
Aysha diversicolor är en spindelart som först beskrevs av Eugen von Keyserling 1891.  Aysha diversicolor ingår i släktet Aysha och familjen spökspindlar. Inga underarter finns listade.